# Rex Stewart and His Orchestra
| Recensione | Giudizio |
| ---------- | -------- |
| AllMusic   |          |

Rex Stewart and His Orchestra è un album a nome Rex Stewart and His Orchestra, pubblicato dall'etichetta discografica (del gruppo RCA Victor Records) "X" Records nell'aprile del 1954 .

## Tracce

### LP
Lato A
1. Mobile Bay – 3:08 (musica: Rex Stewart, Duke Ellington) – Registrato il 2 novembre 1940 a Chicago
2. Linger Awhile – 3:30 (testo: Harry Owens – musica: Vincent Rose) – Registrato il 2 novembre 1940 a Chicago
3. My Sunday Gal – 3:12 (musica: Duke Ellington) – Registrato il 2 novembre 1940 a Chicago
4. Without a Song – 2:48 (testo: Billy Rose, Edward Eliscu – musica: Vincent Youmans) – Registrato il 2 novembre 1940 a Chicago

Lato B
1. Subtle Slough – 3:18 (musica: Duke Ellington) – Registrato il 3 luglio 1941 a Hollywood
2. Some Saturday – 3:00 (musica: Rex Stewart) – Registrato il 3 luglio 1941 a Hollywood
3. Poor Bubber – 3:20 (musica: Rex Stewart) – Registrato il 3 luglio 1941 a Hollywood
4. Menelik - The Lion of Judah – 3:19 (musica: Rex Stewart) – Registrato il 3 luglio 1941 a Hollywood

## Formazione
"Rex Srewart and His Orchestra"
- Rex Stewart – tromba
- Duke Ellington – pianoforte
- Ben Webster – sassofono tenore
- Harry Carney – sassofono baritono, sassofono alto
- Lawrence Brown – trombone
- Jimmy Blanton – contrabbasso
- Sonny Greer – batteria

Note aggiuntive
- Bill Grauer e Orrin Keepnews – produttori, note retrocopertina album originale
- Paul Bacon – artwork copertina album [3]